# ضليع رشيد
ضليع رشيد مدينة في الغرب من منطقة القصيم، شرق جبل أبان الأحمر، وغرب مدينة الرس بحوالي 100 كيلو متر، وتقع جنوب غرب النبهانية بحوالي 85 كيلو متر، وسكانها من المظابرة من بني رشيد.

## التسمية

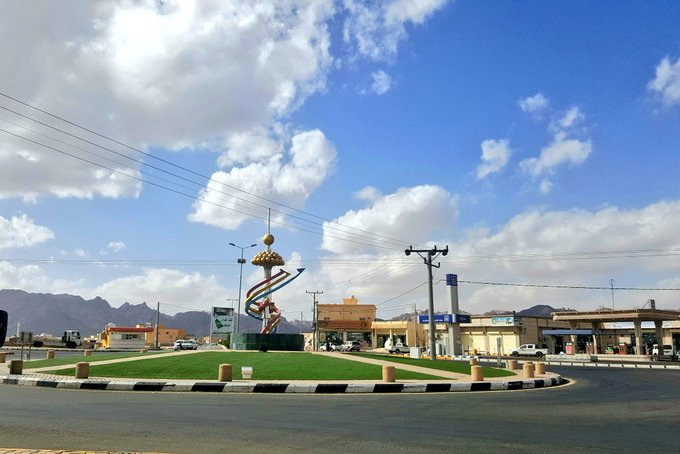
دوار ضليع رشيد

ضْلّيْع رشيد: بإسكان الضاد أوله فلام مفتوحه فياء ساكنه فعين، وسمي بذلك نسبةً إلى جبل دفن بجواره رشيد شرول العبسي، ويقع هذه الجبل شرق جبل أبان الأحمر، ويمر به وادي ضليع رشيد الذي يمتد من جبل أبان الأحمر إلى وادي الرمة وهو أحد روافده.

## جغرافيا

### التضاريس

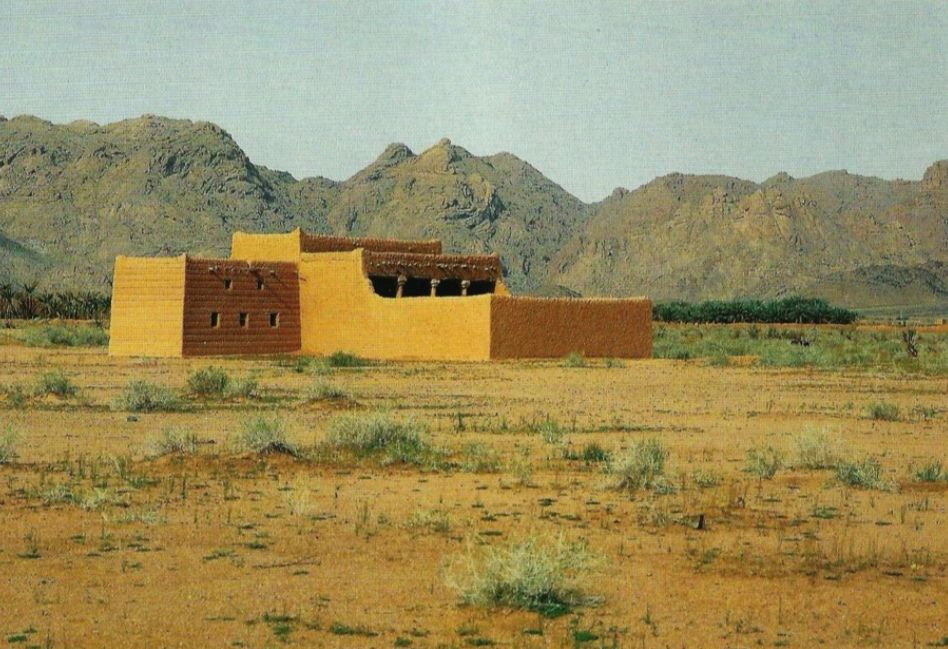
أحد البيوت القديمة في المنطقة.

الأرض حول ضليع رشيد مسطحه إلى الشرق وطبيعة ارضه الجغرافية سهول وجبال وتخترقه عددا من الاوديه، وارضها خصبة صالحة لزراعة، ويكثر فيها زراعة النخيل ووفرة المياه العذبة، ويقع غرب بريدة عاصمة القصيم الإدارية 200 كم، ويقع بالغرب منها جبل أبان الأحمر الذي يبلغ ارتفاعه عن سطح الأرض حوالي 1,280 م (4,199 قدم).

### المناخ
المناخ دافئ بمتوسط درجة حرارة 27 مئوية. أكثر الشهور دفئًا هو أغسطس / آب بـ 36 درجة مئوية وأكثرها بردا هو يناير بـ 14 درجة مئوية. متوسط هطول الأمطار هو 75 ملم في العام.